# Mecatlán (municipalité)
La  municipalité de Mecatlán est l'une des 212 municipalités de l'État de Veracruz, et est située dans la partie nord de cet État. Située à l'ouest du golfe du Mexique, elle appartient au bassin versant du fleuve Río Tecolutla, dans un secteur vallonné de la Sierra de Papantla, à l'est du massif de la Sierra Madre orientale. Elle est limitrophe dans ses confins sud-est de l'État de Puebla. Son chef-lieu est la ville éponyme de Mecatlán. Elle dépend de la région administrative de Totonaca, du nom du peuple des Totonaques qui y habite, et est une des 10 subdivisions administratives de l'État de Veracruz.

## Géographie
La municipalité de Mecatlán prend appui sur la rive nord de la rivière Río Ajajalpan, qui est un affluent de la rivière Río Necaxa, elle-même affluente du fleuve Río Tecolutla. Elle est traversée par de petits affluents de cette rivière, dont l'Arco, qui forme sa limite sur son flanc ouest. Assise en un secteur vallonné de la Sierra de Papantla, qui annonce le massif de la Sierra Madre orientale plus à l'ouest, son altitude oscille entre 100 et 900 mètres. Son chef-lieu, la ville éponyme de Mecatlán, se trouve dans la partie ouest de son territoire. Ce territoire couvre une superficie de 43,7 km2, et était peuplé en 2020 de 12 799 habitants, pour une densité de 293,2 habitants par km2.
Cette municipalité est limitrophe au nord de celle de Coyutla, à l'ouest et au sud de celle de Filomeno Mata, au sud-est, dans l'État de Puebla, de celle d'Olintla, et à l'est, à nouveau dans l'État de Veracruz, de celles de Coxquihui et de Chumatlán.

## Composition et démographie
La municipalité était composée en 2020 de 18 localités, dont une seule était considérée comme urbaine, les autres étant rurales.
| Localité             | Population |
| -------------------- | ---------- |
| Mecatlán             | 5649       |
| Ricardo Flores Magón | 1654       |
| Rancho Alegre        | 1073       |
| La Cruz              | 641        |
| Manantiales          | 557        |
| Reste des localités  | 3225       |
| Total population     | 12 799     |

En plus de l'espagnol, plusieurs langues amérindiennes sont parlées dans la municipalité, dont les principales sont par ordre d'importance : le totonaque, dans une moindre mesure le nahuatl, les autres langues étant bien plus marginales.

## Histoire
La région est peuplée durant la période préhispanique par le peuple des Totonaques. Durant la période hispanique, le principal centre de peuplement de la municipalité se nommait San Miguel Mecatlán.

## Économie

### Agriculture et élevage
La superficie des parcelles semées représentait en 2021 une surface totale de 2441,2 hectares, parmi lesquels 1574,2 hectares étaient voués à la culture du maïs, et 867 hectares étaient voués à celle du caféier.
En 2021, la production de viande par tonnes comprenait 74,1 tonnes de viande bovine, 38,9 tonnes de viande porcine, 3,2 tonnes de viande ovine, 10,6 tonnes de volailles, et 5,9 tonnes de dinde. La superficie vouée à l'élevage représentait alors 858 hectares.